# 路易·阿拉贡

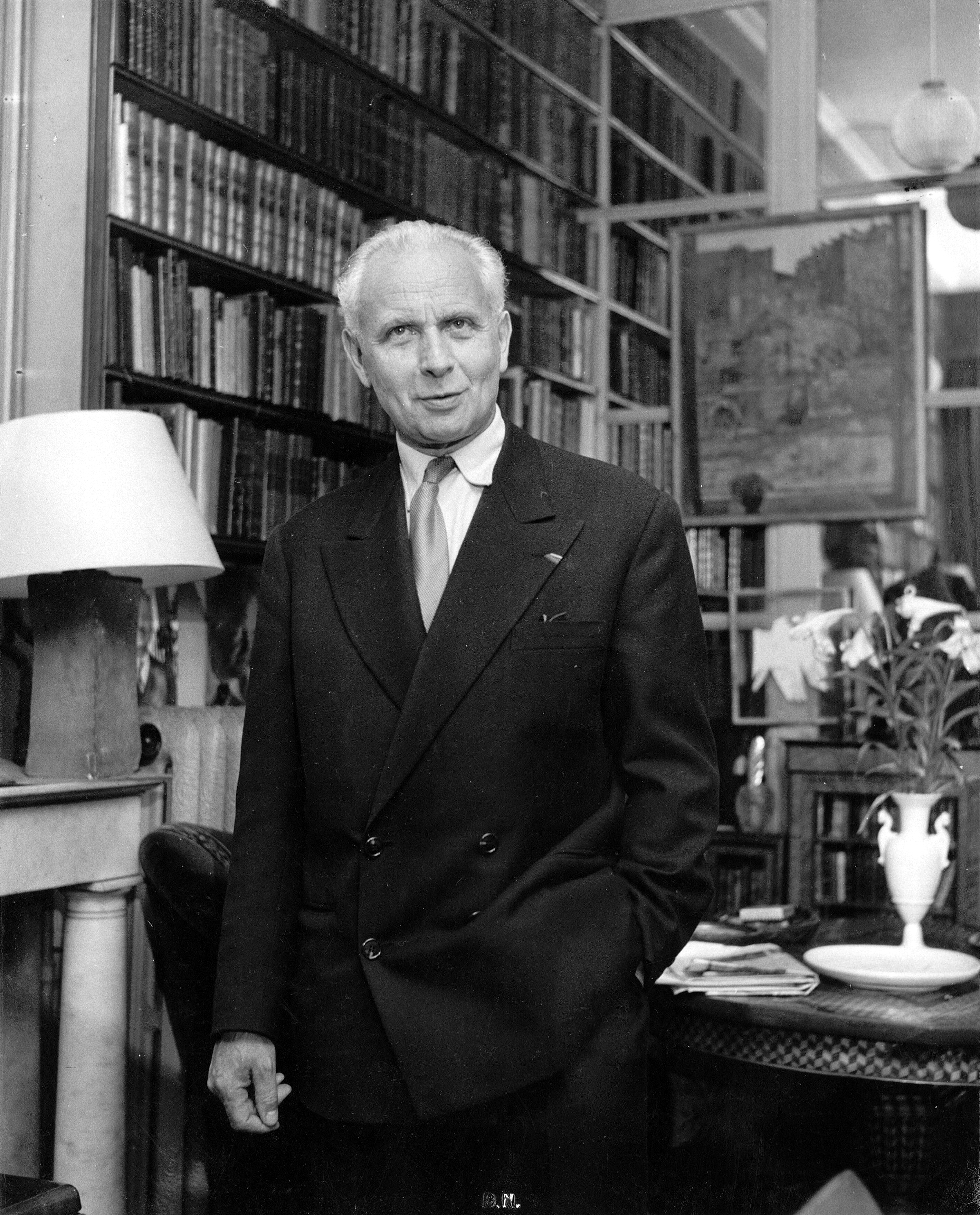
路易·阿拉贡

路易·阿拉贡（法語：Louis Aragon，1897年8月3日—1982年12月24日），法国诗人、小说家、编辑，法国共产党长期成员、龚古尔学院成员。1919年与布勒东、苏波等创办《文学》杂志，1924年发表超现实主义理论著作《梦幻之潮》。1931年与超现实主义者决裂。二战中参加抵抗运动。晚年重回超现实主义。代表作有爱情诗《艾尔莎》等。